# أهل الواد (اخلالفة)
أهل الواد هي إحدى مشيخات المملكة المغربية، تتبع جغرافيا لإقليم تاونات وإداريًا لاخلالفة. يقدر عدد سكانها بـ 12516 نسمة حسب الإحصاء الرسمي للسكان والسكنى لسنة 2004.